# Izabelin C
Izabelin C – wieś położona w województwie mazowieckim, w powiecie warszawskim zachodnim, w gminie Izabelin, siedziba tej gminy. Ma status sołectwa.
Izabelin C wraz ze wsią Izabelin B tworzą nieformalny zespół wsi zwany Izabelinem.
W latach 1954–1972 wieś należała i była siedzibą władz gromady Izabelin.